# Iquitos
Iquitos (fundada com a San Pablo, 1757) és una ciutat del nord-est del Perú, capital del Departament de Loreto, situada a la riba del riu Amazones. És la ciutat més poblada de l'amazònia peruana i la cinquena àrea metropolitana amb més habitants del país.
Iquitos és la ciutat del món més poblada a la qual no es pot arribar per mitjans terrestres. Té el port fluvial més important del Perú i es pot comunicar a través de l'Amazones amb altres ciutats de la selva, com Leticia a Colòmbia, i amb diverses ciutats del Brasil, com Manaus i Belém fins a l'oceà Atlàntic. A Iquitos també hi ha l'Aeroport Internacional Coronel FAP Francisco Secada Vignetta, que és la via de transport a la ciutat amb més trànsit de passatgers, amb vols directes a les principals ciutats del Perú, així com a nombroses localitats de l'amazònia peruana.

## Etimologia
El nom de la ciutat i del districte provenen del poble indígena iquito, de la família lingüística de les llengües zaparoanes. Actualment aquest poble viu assentat en petites viles al llarg dels rius Marañón, Tigre i Nanay, amb poblacions al Perú i a l'Equador.

## Districtes
La ciutat d'Iquitos està integrada per quatre districtes:
- Iquitos.
- San Juan Bautista.
- Punchana.
- Belén.

| Municipis de la ciutat             | Extensió km² | Població cens 2007(hab) | Població menor 1 any (Natalitat) Cens 2007 (hab) | Habitatges (2007) | Densitat (hab/km²) | Altitud msnm |
| ---------------------------------- | ------------ | ----------------------- | ------------------------------------------------ | ----------------- | ------------------ | ------------ |
| Iquitos                            | 358,15       | 159.023*                | 3.343                                            | 32.853            | 444,01             | 106 m.s.n.m. |
| Belén                              | 632,8        | 68.806*                 | 1.900                                            | 13.581            | 108,73             | 110 m.s.n.m. |
| Punchana                           | 1.573,39     | 76.435*                 | 2.040                                            | 15.261            | 48,58              | 105 m.s.n.m. |
| San Juan Bautista                  | 3.117,05     | 102.076*                | 2.902                                            | 23.981            | 32,75              | 138 m.s.n.m. |
| Total                              | 5.681,39 km² | 406.340*                | 10.185                                           | 85.676            | 71,52              | —            |
| *Dades del cens realitzat pel INEI |              |                         |                                                  |                   |                    |              |

## Clima
Com que Iquitos està situada a l'equador, té un clima tropical plujós, amb temperatures que van des dels 20 °C (68 °F) als 36 °C (97 °F). La temperatura mitjana anual és de 28 °C.

## Universitats
Iquitos té quatre universitats: la Universidad Nacional de la Amazonía Peruana (UNAP), que és la universitat pública estatal, i tres universitats privades: la Universidad Particular de Iquitos (UPI), la Universidad Científica del Perú (UCP) i la Universidad Peruana del Oriente (UPO). També hi té la seu l'Instituto de Investigaciones de la Amazonía Peruana (IIAP), que estudia l'Amazònia peruana.